# Clase Kobben
Los submarinos de la Clase Kobben  o Tipo 207 son una versión altamente modificada de los submarinos de la Clase Tipo 205, que fueron especialmente modificados a petición de su usuario, la Real Armada de Noruega.

## Historia
Junto al restante parque de la Real Armada de Noruega, la flotilla de submarinos sería modernizada de acuerdo al Plan de la flota real de 1960. Al final de la guerra, Noruega necesitaba una Armada más acorde para las operaciones costeras que una grande y equipada para operaciones en altamar. Esto hizo que la selección de un nuevo tipo de submarinos más ligeros, no siendo ninguno de los submarinos en servicio por ese entonces de la alianza OTAN capaces de cumplir los específicos requerimientos operacionales; fuese su prioridad de acuerdo al citado plan. El modelo alemán Tipo 201 fue el preseleccionado para pruebas operativas en la R. A. de N., así como para evaluar sus probabilidades de adaptación. El resultado sería el nuevo modelo Tipo 207, del cual serían fabricadas 15 naves para la Real Armada de Noruega en el periodo transcurrido entre 1964 y 1967. Todos los submarinos de la Clase Kobben fueron construidos por los astilleros de Rheinstahl Nordseewerke GmbH en Emden. Durante el periodo 1985–1993, seis cascos fueron alargados para albergar un nuevo tipo de radar en cerca de 2 metros (78,7 plg); así mismo fueron modernizados, y otro de los cambios más notables aparte del radar fue el del montaje de un equipo de sonar más sofisticado.
Durante este periodo, cuatro de los restantes en servicio noruego se vendieron a la Real Armada de Dinamarca (y en ella se denominaron Clase Tumleren), de los cuales tres estaban operacionales (obviamente modernizados) y uno de estos era para partes de repuesto. El HDMS Sælen (S-323) sirvió en la invasión de Irak del 2003 desde mayo de 2002 hasta junio de 2003.
En el año 2001, los submarinos de la Clase Kobben fueron completamente retirados del servicio activo en la Armada de Noruega, y ahora están siendo reemplazados por la Clase Ula. Cinco de estas naves ya modernizadas fueron entregadas a la Armada de Polonia, cuatro en servicio operacional y una de partes de repuesto. Después de su transferencia, varias tripulaciones polacas recibieron entrenamiento para su operación y recibieron sus respectivas revisiones antes de su entrada al servicio.
Durante 2004, el total de las unidades operacionales danesas (los submarinos Tumleren, Sælen y Springeren) fueron descomisionados y retirados del servicio operacional. Ahora se encuentran en estado de reserva naval estratégica, y para el año 2005 todavía esperaban su destino entre el de ser desguazadas o vendidas a otras naciones interesadas.

## Naves

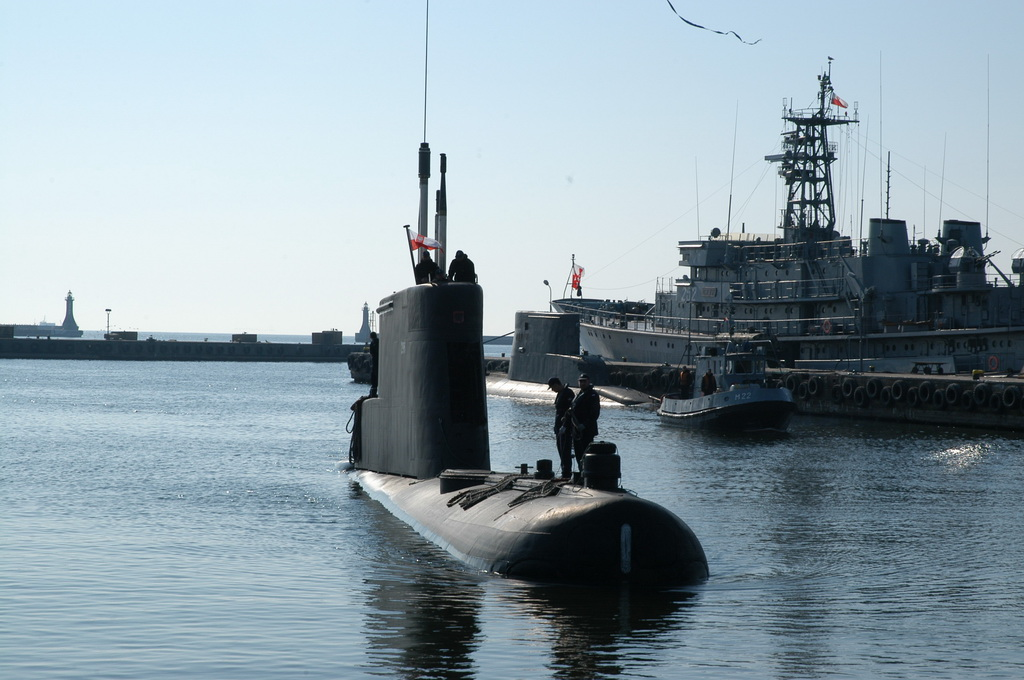
El ORP Bielik en servicio con la Armada de la República de Polonia (fuente: M. de D. de Polonia).

| Designación | Nombre  | Comisionado el (fecha) | Notas |
| ----------- | ------- | ---------------------- | --- |
| S-315       | Kaura   | 1965                   | Transferido a Dinamarca en 1991 para partes de repuesto.                                                                            |
| S-316       | Kinn    | 8 de abril de 1964     | Hundido y perdido en el fiordo de Bjørna en 1990                                                                                    |
| S-317       | Kya     | 15 de junio de 1964    | Transferido a Dinamarca en 1991 como el HDMS Springeren                                                                             |
| S-318       | Kobben  | 15 de agosto de 1964   | Transferido a Polonia en el 2002 para partes de repuesto.                                                                           |
| S-319       | Kunna   | 29 de octubre de 1964  | Transferido a Polonia en el 2003 como el ORP Kondor                                                                                 |
| S-300       | Ula     | 1965                   | Redesignado como el Kinn (S-316) en 1987, desguazado en el año de 1998                                                              |
| S-301       | Utsira  | 1965                   | Desguazado en el año de 1998 |
| S-302       | Utstein | 1965                   | Transferido al Real Museo Naval de Noruega en Horten en 1998, ahora dispuesto en gradas para su exhibición como una pieza de museo. |
| S-303       | Utvær   | 1965                   | Transferido a Dinamarca en 1989 y redesignado como el HDMS Tumleren (S-322)                                                         |
| S-304       | Uthaug  | 1965                   | Transferido a Dinamarca en 1990 y redesignado como el HDMS Sælen (S-323)                                                            |
| S-305       | Sklinna | 1966                   | Reacondicionado en 1989, desguazado en 2001                                                                                         |
| S-306       | Skolpen | 1966                   | Transferido a Polonia en el 2002 como el ORP Sęp                                                                                    |
| S-307       | Stadt   | 1966                   | Desguazado en 1989 |
| S-308       | Stord   | 1967                   | Transferido a Polonia en el 2003 como el ORP Sokół                                                                                  |
| S-309       | Svenner | 1967                   | Transferido a Polonia en el 2003 como el ORP Bielik                                                                                 |